# دریای لیبی
دریای لیبی (یونانی Λιβυκό πέλαγος، لاتین Libycum Mare، عربی: البحر الليبي) بخشی از دریای مدیترانه در شمال ساحل لیبی باستان، برای نمونه برقه و مارماریکا
(کناره شرق لیبی و غرب مصر کنونی میان طبرق تا اسکندریه)، در آفریقا است.
در شرق این دریا دریای شام، در شمال آن دریای یونان و در غرب آن تنگه سیسیل قرار دارد.